# Göthe Ohlsson

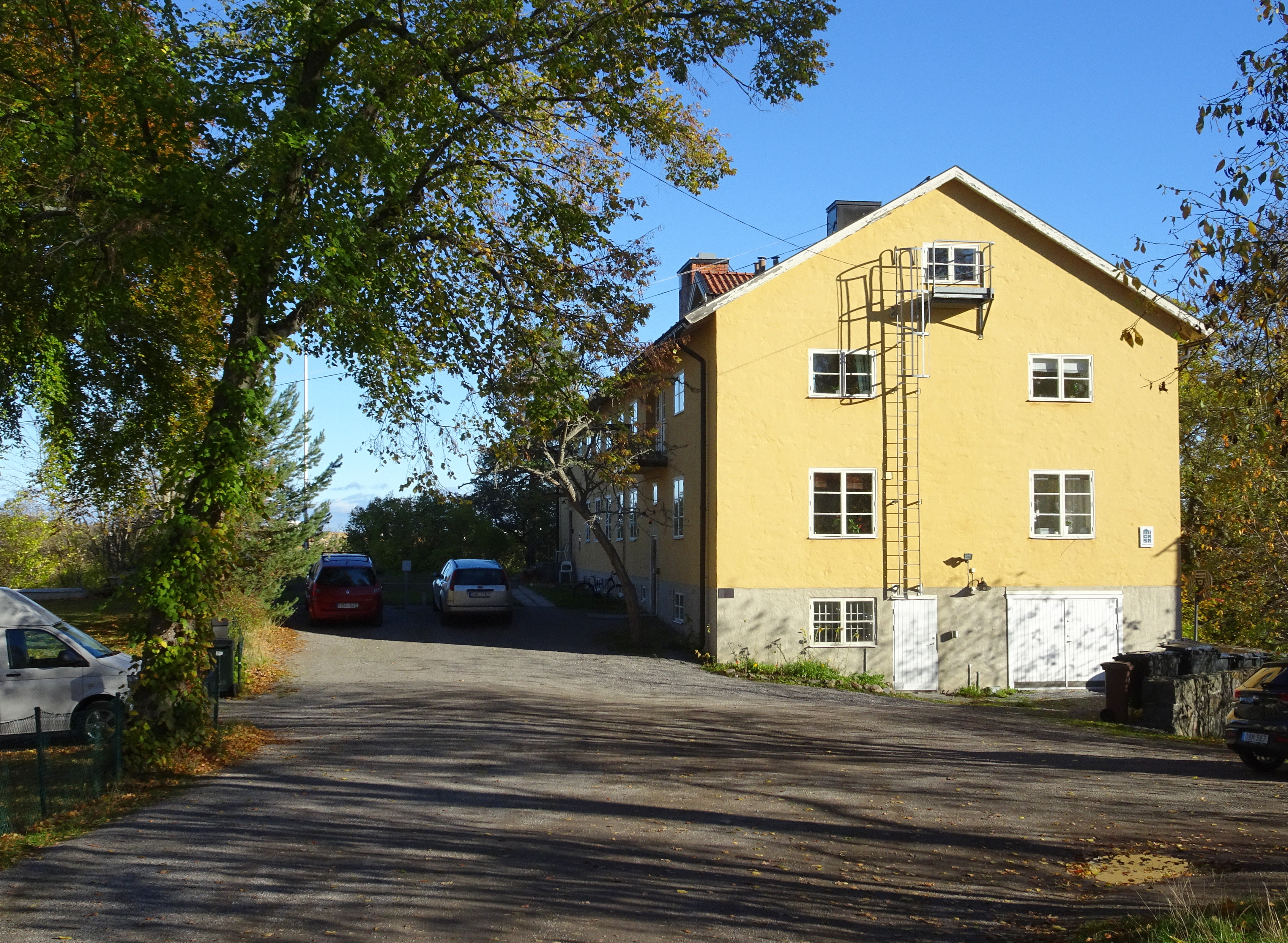
Storgården, Eolshäll.

Göthe Ohlsson, folkbokförd Simon Gottfrid Olsson, född 14 september 1926 i Örkened, Kristianstads län, död 15 maj 1992 i Högalids församling i Stockholm, var en svensk  föreståndare för pojkhemmet Eolshäll i Stockholm mellan 1977 och 1990. En artikelserie 2023 i Dagens Nyheter har beskrivit honom som sexuell förgripare.

## Biografi
Ohlsson arbetade vid 1950-talets början som bilmekaniker i Stockholm. Han blev 1951 känd som ”Radioknutten” i medierna sedan han i ett radioprogram med Lennart Hyland avslöjat hur Stockholms så kallade mc-knuttar begick systematiska försäkringsbedrägerier. Samma år greps Ohlsson och dömdes för stöld samt homosexuell otukt i form av övergrepp mot pojkar mellan 15 och 18 år.
År 1977 övertog Ohlsson, som nu börjat kalla sig Göthe i stället för Gottfrid, pojkhemmet Eolshäll i Stockholm. Ohlsson fick stöd för sin verksamhet från Svenska Röda Korset, Försvarsmakten och Stockholms kommun. År 1979 grundade Ohlsson och Röda Korset gemensamt Intresseföreningen Svenska Röda Korset My. Ohlsson fick även överta eller köpa ett tiotal båtar av marinen.
När Solstickepriset inrättades 1986 utsågs Intresseföreningen Röda Korset My till den första mottagaren för att därigenom stötta verksamheten vid Eolshäll. Kort före Ohlssons död 1992 utgav Röda Korset hyllningsboken Ungarna är hans liv: om Göthe Ohlsson och hans arbete.
I maj 2023 avslöjade Dagens Nyheter att Ohlsson begick grova sexuella övergrepp mot pojkarna på hemmet. Cirka 400 pojkar vistades under Ohlssons tid på Eolshäll. Uppgifter om misstänkta övergrepp hade kommit från anonyma källor i tidskriften Oberoende redan 2013. Att Ohlsson kunde driva verksamheten trots domen för sexuella övergrepp från 1951 kan bero på att han börjat använda sig av namnet Göthe i stället för Gottfrid. Efter avslöjandena 2023 har Stiftelsen Solstickan bett drabbade om ursäkt för valet av stipendiat.
Efter Göthe Ohlssons död i maj 1992 hittade Röda Korset närmare 1,5 miljoner kronor i ett kassaskåp ombord på hans fartyg i Hammarbyhamnen. Tidigare fosterhemspojkar kräver nu (2023) att Röda Korset betalar skadestånd och skapar en fond till offer för sexuella övergrepp.
Göthe Ohlsson är gravsatt i minneslunden på Skogskyrkogården i Stockholm.